# John Ruskin

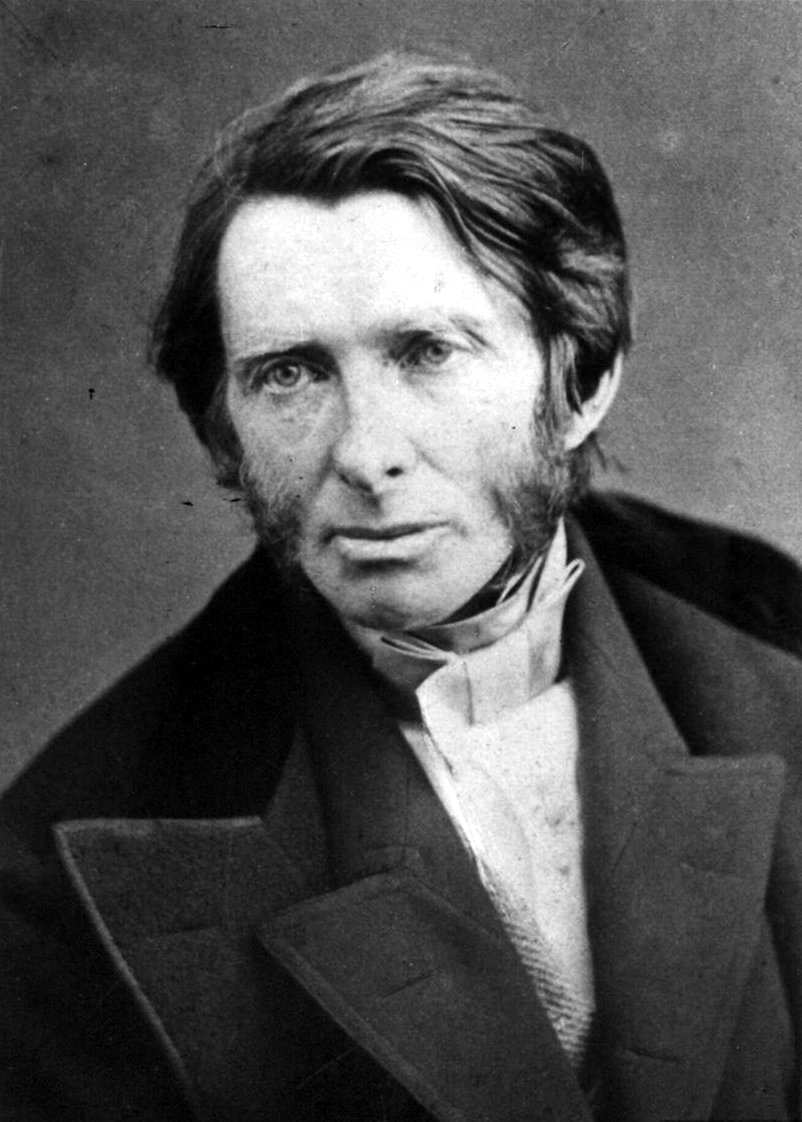
John Ruskin

John Ruskin (* 8. Februar 1819 in London; † 20. Januar 1900 in Brantwood, Lake District in Cumbria) war ein englischer Schriftsteller, Maler, Sozialreformer, Kunsthistoriker und Kunstkritiker. Als Universalgelehrter nahm er in der zweiten Hälfte des 19. Jahrhunderts eine herausragende Stellung im englischen Gesellschaftsleben ein und beeinflusste sie mit seinen Essays zu Kunst und Architektur nachhaltig. In seinen Vorträgen und Texten befasste er sich mit der Landschaft und dem kulturellen Erbe seines Landes, aber auch mit Geologie und Mineralogie, Literatur und Musik, politischer Ökonomie, Erziehung, Geschichte, Sozialismus, Theologie und Ethik. In vielen Schriften beschrieb er das Evangelium der Schönheit, worunter er eine Verschmelzung von Kunst, Politik und Wirtschaft verstand, die sich am Idealbild mittelalterlicher Kunst orientieren sollte.

## Jugend

John Ruskin 1857, gezeichnet von George Richmond

Ruskin war das einzige Kind des wohlhabenden Sherry-Importeurs John James Ruskin und dessen Ehefrau Margaret, geb. Cox. Als John 1819 geboren wurde, waren seine Eltern fast vierzig Jahre alt. Sie waren Calvinisten, und der Wunsch seiner Mutter war, dass John dereinst in den Dienst der Kirche treten würde.
Seine Eltern nahmen ihn samt Kindermädchen auf ihre Geschäftsreisen mit, bei denen sie Aufträge für ihren Sherry-Verkauf akquirierten. Dabei besichtigten sie auch Schlösser, Kathedralen, Klosterruinen, Colleges, Parks, Landhäuser und Galerien. Mit fünf Jahren begleitete John Ruskin seine Eltern nach Keswick in Nordengland und mit sechs Jahren zu Geschäftspartnern in Paris; während dieser Reise besuchten sie auch Brüssel und Waterloo. Mit vierzehn Jahren fuhr er mit ihnen den Rhein entlang, durch den Schwarzwald über Schaffhausen und in die Schweiz; hier entbrannte seine lebenslange Liebe für die Alpen. 1823 bezogen seine Eltern ein 1801 erbautes Haus in 28 Herne Hill. 1828 nahmen die Ruskins Johns Cousine Perth, deren Mutter Mary Richardson verstorben war, als Pflegetochter auf. Im Oktober 1842 kauften sie 163 Denmark Hill in nobler Nachbarschaft, wo die anderen Familien Kutschen und Dienerschaft in Livree hatten. Seine Eltern lebten jedoch weiterhin einfach.
Gemäß seinen Memoiren Praeterita brachte Ruskin sich im Alter von vier bis fünf Jahren das Lesen und Schreiben durch Abschreiben aus Büchern bei, „so wie andere Kinder Hunde und Pferde malen“. Sein Vater las ihm sonntags mit großem Einfühlungsvermögen aus Robinson Crusoe und The Pilgrim’s Progress vor und später Werke von Shakespeare, Byron, Cervantes und Pope, was einen nachhaltigen Eindruck bei dem Jungen hinterließ. Bis zum Alter von zwölf Jahren wurde er von Hauslehrern unterrichtet. 1836 begann er – in Begleitung seiner Mutter – erst recht lustlos ein Studium an der University of Oxford, wo er 1839 den Oxford-Newdigate-Preis für Gedichte erhielt. Der Geologe und Theologe William Buckland war sein Lehrer und Mentor. 1840 erkrankte er an Tuberkulose, und seine Eltern reisten mit ihm für sechs Monate nach Venedig und Rom. (Andere Quellen sprechen von einem Nervenzusammenbruch, weil seine erste Liebe Adèle Domecq einen französischen Grafen geheiratet hatte.) 1842 beendete er sein Studium.

## Wirken
Seine erste große Arbeit, eine mehrbändige Geschichte der modernen Malerei – Originaltitel „Modern Painters“ –, veröffentlichte er in den Jahren von 1843 bis 1860. Mit diesem Werk wurde er zum Entdecker und Förderer des Malers William Turner, von dem die Ruskins mehrere Gemälde besaßen. Hier verurteilt Ruskin, der stets ein präziser Beobachter und selbst Zeichner der Natur war, unter anderem die Landschaftsmalerei Claude Lorrains, denn gerade sie bilde die Natur nicht wahrhaftig ab.
In der zunehmenden Industrialisierung sah er die Gefahr einer Verkrüppelung sowohl menschlicher Tugenden als auch künstlerischer Schaffenskraft. Er trat für eine Wirtschaftsethik ein, in deren Mittelpunkt der Mensch stehen sollte, und bei der handwerkliche Arbeit als schöpferischer Wert betrachtet werden sollte. Ruskin gründete die St.-Georgs-Gilde, um mit seinen utopischen Vorstellungen den Verfall des britischen Staates zu ändern. Die Gilde bestand aus Männern, die bereit waren, einen Teil ihres Einkommens in den Ankauf von Land zu stecken und dieses in Übereinstimmung mit Ruskins Idealen zu gestalten. „Wir werden ein kleines Stück englischen Bodens haben, schön, ruhig und fruchtbar. Wir werden keine Dampfmaschinen darauf haben und keine Eisenbahn“.
In seinen Vorstellungen zur Sozialreform unterbreitete er zahlreiche konkrete Vorschläge, wie zum Beispiel Gartenstädte und Arbeiterhochschulen. Als Maler und Zeichner trat Ruskin vor allem durch Architekturdarstellungen und Landschaftsstudien in Erscheinung.
Zusammen mit William Morris, Walter Crane und Dante Gabriel Rossetti war Ruskin einer der wichtigsten Mitglieder des Arts and Crafts Movement. Pierre de Coubertin, der Begründer der modernen Olympischen Spiele, war ein später, aber begeisterter Anhänger Ruskins. Er verwandte viel Mühe, die Spiele zu verschönern (er schrieb ruskiniser), damit sie einen einzigartigen Charakter bekämen und mehr seien als eine Summe verschiedener Weltmeisterschaften an einer Stelle.

Ruskins Notizen für sein Buch Die Steine von Venedig

In zwei Leserbriefen an die Times 1851 hatte er kurz nach dem „Skandal“ die Präraffaeliten verteidigt, ohne sie damals persönlich zu kennen. Er verglich ihre neue, genaue Malweise mit der seines verehrten Dürer (Truth of nature). Daraufhin wurden die Präraffaeliten in der Öffentlichkeit etwas milder beurteilt. Daraus entstand eine schwierige Freundschaft zu Rossetti und Millais, die dramatische Formen annahm. Ruskins Frau (Effie Gray) ließ sich von ihm scheiden, um Millais zu heiraten. Trotzdem schrieb Ruskin weiterhin sehr positiv über Millais. Ihn verband mit allen Präraffaeliten eine herzliche Freundschaft, bis auf Ford Madox Brown, der einen mürrischen Charakter hatte und dessen Misserfolg wohl auch mit der Ablehnung Ruskins zu tun hatte.
Mit The Seven Lamps of Architecture (1849) und dem dreibändigen, 1851 in London erschienenen Buch The Stones of Venice (dt. Die Steine von Venedig) leistete Ruskin wichtige Beiträge zur Architekturtheorie. In seiner Essaysammlung The Seven Lamps of Architecture beschreibt Ruskin in nahezu poetischer Form aus seiner Sicht die Grundlagen der Architektur: Opfer, Wahrheit, Macht, Schönheit, Leben, Erinnerung und Gehorsam. Er legt damit Kriterien für die Güte von und den Umgang mit der Baukunst dar und beeinflusst so die englische Architektur maßgeblich.
The Stones of Venice ist von einer idealisierten Darstellung insbesondere der Gotik in Venedig und ihrer sozialen Begleitumstände geprägt. Anhand von sechs Eigenschaften wird versucht, die Gotik zu charakterisieren:
1. Rohheit, 2. Veränderlichkeit, Abwechslung, 3. Naturalismus, 4. Sinn für das Groteske, 5. Starrheit, 6. Überfülle.
Zudem beinhalten die Stones sowohl im Text- wie auch im Bildteil präzise Darstellungen und Beschreibungen venezianischer Architektur und Malerei (besonders von Tintoretto), die für baugeschichtliche Analysen bis heute von größtem Interesse sind.
1860 wurde zunächst im Cornhill Magazine, später in Form eines Buchessays Unto This Last (deutsch Diesem Letzten) veröffentlicht, Ruskins bekannteste sozialkritische Abhandlung. In ihr kritisierte er sowohl den Kapitalismus, der seiner Meinung nach darauf basierte, dass man sich auf Kosten Anderer bereichert, als auch den Marxismus, zu dem er bemerkte, dass ein Interessengegensatz nicht zwangsläufig mit Antagonismus gleichzusetzen sei. Das Buch beeinflusste unter anderem Mahatma Gandhi und wird bis heute in der kapitalismus- und wachstumskritischen Bewegung rezipiert.
Ruskin prägte maßgeblich Theorie und Praxis der Denkmalpflege. Wie bereits in den nicht-idealisierenden Darstellungen venezianischer Architektur in den Stones erkennbar wird, akzeptierte Ruskin das Denkmal in seiner überlieferten Gesamtheit einschließlich der Patina und forderte deshalb die Konservierung der Denkmäler. Dies ist im Gegensatz zu der im 19. Jahrhundert weit verbreiteten Restaurierungstätigkeit zu sehen, deren bedeutendster Exponent Eugène Viollet-le-Duc war und die besonders in Frankreich mittelalterliche Bauwerke in Formen wiederherstellte, die dem Originalbestand keineswegs entsprechen mussten.

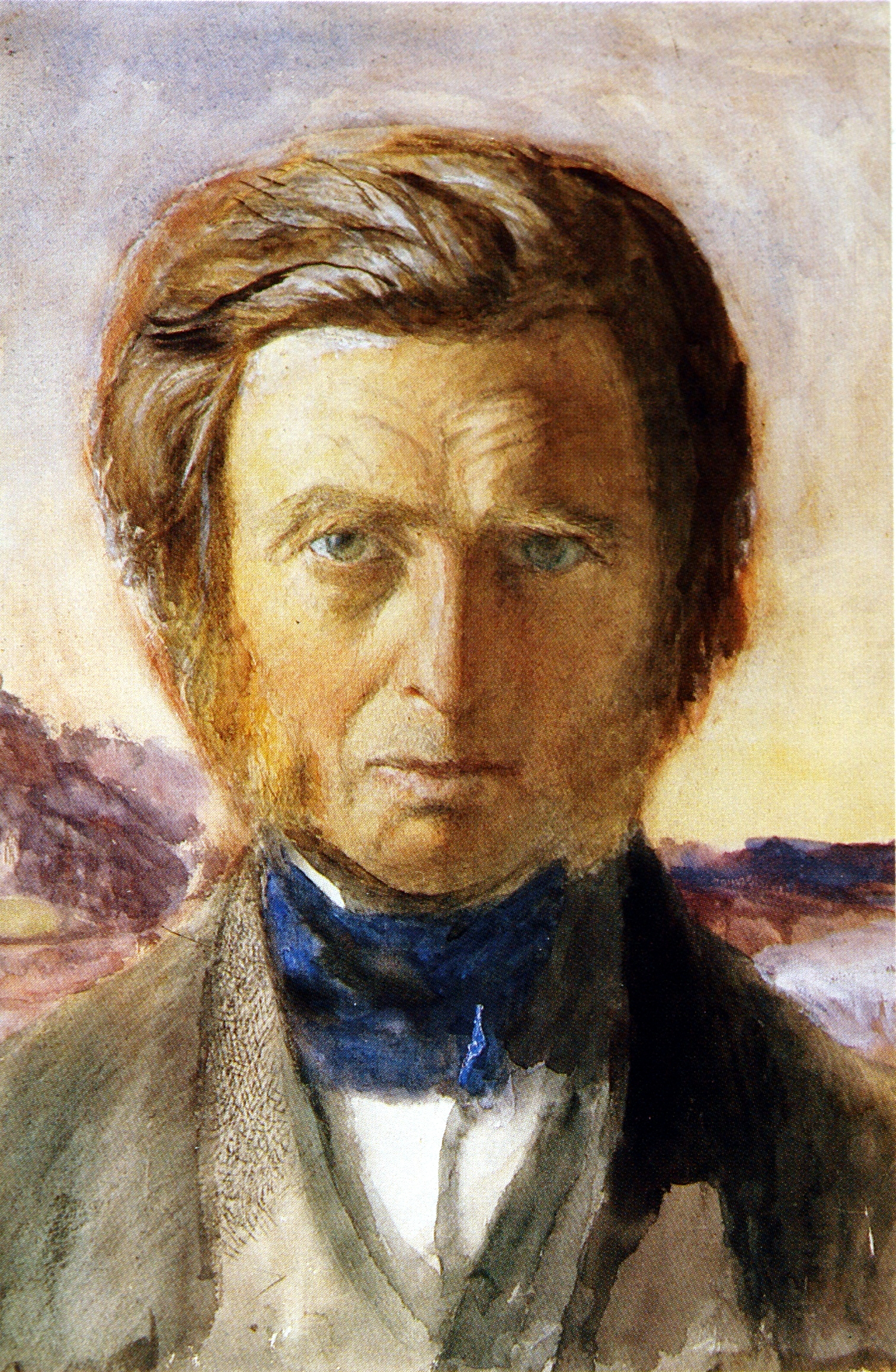
Selbstporträt, 1875

Als Felix Slade 1868 verstarb, vermachte er in seinem Testament der Universität neben seiner Sammlung 35.000 Pfund für einen Lehrstuhl für die Schönen Künste, der die Ernennung Ruskins als Professor ermöglichte. 1869 wurde er zum ersten Professor für Kunst (Slade Professor of Fine Art) an der University of Oxford ernannt, wo er ab 1870 lehrte.
Sein Vater starb 1864 und hinterließ ihm sein Vermögen. Damit kaufte er das Haus in Brantwort im Lake District von W. J. Linton, in dem er bis zu seinem Tod lebte. Nach dem Tod seiner Mutter 1871 verkaufte er das Haus Denmark Hill, das noch als Ruskin Manor Hotel geführt und 1949 abgerissen wurde. Der 1907 eröffnete Ruskin Park in London, der sich zwischen Loughborough Junction (Brixton) und Denmark Hill erstreckt, ist nach John Ruskin benannt.
1871 richtete Ruskin eine Zeichenschule in Oxford ein, die für gewöhnliche Männer und Frauen gedacht war, die durch Teilnahme an diesen Kursen „mehr Schönheit als bisher in der Natur und Kunst sehen und dadurch mehr Freude am Leben erlangen könnten“. Sie bot den Teilnehmern die Möglichkeit, elementare Kenntnisse der Techniken zu erlernen – Umriss, Schattierung, Kolorierung – und sowohl das Kopieren von Kunstwerken als auch Malen nach der Natur.
1877 verklagte James McNeill Whistler Ruskin wegen Beleidigung und Verleumdung. Dieser hatte über das in der Grosvenor Gallery ausgestellte Gemälde Nocturne in Schwarz und Gold: Die fallende Rakete in einem Zeitungsartikel geäußert, dass Whistler es nicht nur gewagt habe, der Öffentlichkeit einen Topf Farbe ins Gesicht zu schleudern, sondern auch die Frechheit besessen habe, dafür zweihundert Guineen zu verlangen. Whistler gewann 1878 zwar den Prozess vor dem Londoner High Court of Justice, bekam jedoch nur einen symbolischen Schadensersatz von einem Farthing zugesprochen.

## Ruskin und William Turner

Ruskins Schlafzimmer in Brantwood umgeben von seiner Turner-Sammlung

Zu seinem 13. Geburtstag erhielt Ruskin die von Turner und Charles Alfred Stothard illustrierte Ausgabe von Samuel Rogers Italy, a Poem. Im folgenden Jahr besuchte er mit seinem Vater die Ausstellung der Royal Academy mit den Ölgemälden von William Turner. 1837 bekam er von seinem Vater Turners Aquarell Richmond Hill and Bridge, Surrey als Geburtstagsgeschenk, das erste von vielen, die er einmal besitzen würde. 1840 besuchte Ruskin Turner in dessen eigener Galerie, und es entwickelte sich eine Freundschaft. 1844 schenkte ihm sein Vater einen weiteren Turner, dieses Mal ein Ölbild: Das Sklavenschiff. Am 8. Februar 1845 – Ruskins Geburtstag – wurde Turner von der Familie zum Abendessen nach Denmark Hill eingeladen. Eines Tages, so beschreibt es Ruskin, kam Turner mit einem Bündel unter dem Arm zu mir, das in schmutziges braunes Papier gewickelt war. Es enthielt alle Zeichnungen für seine Reihe „The Rivers of France“. „Sie können die ganze Serie haben, John, ungeteilt, für 25 Guineas das Stück“. Weil sein Vater dachte, dass er sie wahnsinnig gern hätte, kaufte er 17 der publizierten Zeichnungen 1858 von Hannah Cooper für 1.000 Guineas. Turner beaufsichtigte den Druck seiner Stiche und legte Wert darauf, ein Vielfaches an Schwarz-Weiß-Tönen herauszuarbeiten. Ruskin hielt Turners „Rivers of France“-Serie für die beste. 1847 kaufte sein Vater das Ölbild The Grand Canal, Venice für einen damals bereits außerordentlichen Preis von 800 Guineas.
Im Mai 1861 machte Ruskin der University of Cambridge 25 Aquarelle und Zeichnungen von William Turner zum Geschenk. Er betonte, dass es sich um eine „weniger umfangreiche“ Reihe handelt, die er ausgewählt habe, um Turners Arbeit zu verschiedenen Zeiten seines Lebens darzustellen. „Der Marktwert wird gegenwärtig 1400 Pfund nicht überschreiten, aber ich meine, dass sie nützlich sein können als Referenz und gelegentliches Beispiel für jüngere Studenten, die englische Kunst und Zeichnen studieren wollen“. Die Bilder sind jetzt im Fitzwilliam-Museum in Cambridge zu sehen.

Ruskins Büste von Conrad Dressler

John Ruskin, 1882

Der University of Oxford hatte er zuvor im gleichen Jahr bereits 48 Aquarelle sowie ein zwölfseitiges Skizzenbuch Turners geschenkt – sehr zum Ärger seines Vaters. 1875 schenkte er der Universität von Oxford weitere Aquarelle. Sie sind heute im Bestand des Ashmolean Museums in Oxford.
Auch nach dem Tod seines Vaters 1864 kaufte Ruskin weiterhin Turners Bilder. 1869 zahlte er für Scene in the Savoy (Italy in the olden time ca. 1815–1820) 1.200 Guineas. Aus dem Nachlass von Hugh Munro of Novar (1797–1864), Turners Freund und ein großer Sammler, erwarb er 1877 einige Aquarelle. Die Sammlung der Ruskins umfasste mehr Werke Turners als die von Walter Fawkes (1769–1825), einem der frühsten Mäzene Turners, Benjamin Windus (1790–1867) und Hugh Munro.
Im April 1869 und noch einmal 1882 verkaufte er jedoch einige Aquarelle über das Auktionshaus Christie’s. 1872 verkaufte er die beiden Gemälde Das Sklavenschiff und Grand Canal. Er behielt für sich lediglich seine liebsten Aquarelle – über 20 Stück, die er in Brantwood hängen hatte.
1878 stellte Ruskin seine Turner-Bilder auf Einladung von Marcus Bourne Huish (1843–1921), Direktor der Fine Art Society, in den Räumen der Society aus. Die Sammlung bestand aus 120 Werken.

### Erste Sortierung der Turner-Schenkung
William Turner war 1851 verstorben und hatte neben anderen Personen auch John Ruskin zu seinem Testamentsvollstrecker benannt, was Ruskin jedoch ablehnte. Nachdem der Streit über Turners Testament per Gerichtsurteil 1856 beigelegt war, erklärte sich Ruskin auf Bitten der Regierung jedoch bereit, die Sichtung und Sortierung des Nachlasses, der ca. 19.000 Zeichnungen (einschließlich der Skizzenbücher und Anfänge in Wasserfarben) umfasste, vorzunehmen. Er unterteilte das Werk in drei Hauptkategorien: Für eine sofortige Ausstellung, für Ausstellungen in der Provinz, und Zeichnungen, die nach Ruskins Meinung zu schwach waren, um überhaupt ausgestellt zu werden. Um Platz zu schaffen, wurde eine erste Auswahl von 102 Werken Ende Januar für eine Ausstellung in Marlborough House getroffen. Das war der Anfang von Wanderausstellungen und Leihgaben, die von 1869 bis in das 20. Jahrhundert zirkulierten.
Ruskin konnte nun nach eigenem Ermessen schalten und walten, und er scheute sich nicht, Turners Skizzenbücher auseinanderzunehmen, wenn sie seiner Meinung nach thematisch zu seiner Auswahl passten. Entsetzt war er jedoch, als er auf Turners erotische Zeichnungen stieß. Mit dem Keeper der National Gallery, Mr. Ralph Wornum (1812–1877), war er der Auffassung, dass der Besitz solcher Zeichnungen ungesetzlich sei, und hat auch zugegeben, „a package“ verbrannt zu haben. Ruskin verpackte die Zeichnungen in Kisten aus Zink und benannte sie von „rubbish“ (Mist) bis „horrible“ (fürchterlich). 1905 stellte die National Gallery fest, dass sich in den nach Kategorien benannten Kisten Blätter von mehr als 150 Skizzenbüchern, jedes mit ca. 100 Seiten, befanden.
Ruskin empfahl, die Zeichnungen in Schaukästen auszustellen, und dass die Mehrzahl der Zeichnungen gebunden und damit nicht dem Licht ausgesetzt werden sollten. Im Mai 1858 beendete er seine Arbeit.

## Privatleben

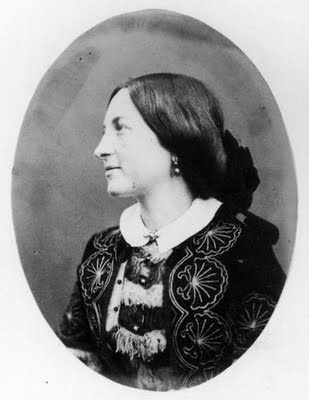
Effie Gray, 1860

Am 10. April 1848 heiratete John Ruskin Euphemia „Effie“ Chalmers Gray im Wohnzimmer ihrer Eltern. Ruskins Eltern waren nicht anwesend. Zunächst wohnten sie im Haus seiner Eltern in Denmark Hill und lebten anschließend zwei Jahre in Venedig. Nach ihrer Rückkehr bezogen sie ein eigenes Haus in No 30 Herne Hill.
Im Jahr 1853 bat Millais Ruskin, seine Frau Effie für ihn Modell stehen zu lassen. Ruskin war geschmeichelt und willigte ein. Das entstandene Bild hieß The Order of Release (Die Freilassungsorder) und war auf der Ausstellung ein großer Erfolg. Da Ruskins Vater ein Portrait von ihm wünschte, für das er auch zahlen würde, beauftragte Ruskin dafür Millais, den Kopf der Präraffaeliten, für deren Avantgarde-Bewegung er sich einsetzte. In Begleitung seiner Ehefrau Effie mietete Ruskin 1854 ein kleines Haus in Glenfinlas in Schottland an. Während Millais auf die Ankunft seiner Leinwand wartete, gab er Effie Zeichenunterricht, und sie verliebten sich ineinander. Ruskin war eine introvertierte und außerordentlich exzentrische Persönlichkeit, der – mit den Konventionen im zwischenmenschlichen Umgang unvertraut – das Paar unwissentlich ermutigte. Während des viermonatigen Aufenthalts vertraute Effie Millais an, wie unglücklich sie in ihrer Ehe sei.
Ihre Freundin Lady Elizabeth Eastlake überredete Effie schließlich, ihre Eltern über den Zustand ihrer Ehe zu informieren. Effie schrieb ihrem Vater: „Er zog verschiedene Gründe heran, Hass auf Kinder, religiöse Motive, den Wunsch meine Schönheit zu erhalten und schließlich, in diesem Jahr sagte er mir den wahren Grund […] dass er sich vorgestellt hatte, dass Frauen ziemlich anders aussahen als das, was er bei mir sah, und das der Grund war, weshalb er mich nicht zur Frau nahm, weil [er] angeekelt war von meiner Person…“ Daraus wurde interpretiert, dass Ruskin sich die Frauen eher wie die Skulpturen der Glyptotheken vorgestellt hatte, nicht aber mit Schamhaaren und Menstruation. Eine Scheidung kam nicht in Frage, denn sie konnte nur per Gesetz vom Parlament beschlossen werden, und das war teuer. Trennung war zunächst das Beste, was Effie erhoffen konnte. In der Zwischenzeit bereitete der Vater, ein Anwalt, die Scheidungspapiere vor. Effie musste sich einer ärztlichen Untersuchung unterziehen, die bewies, dass sie noch Jungfrau war und die Ehe nie vollzogen worden war.
Ruskin wusste nichts von den Scheidungsabsichten seiner Frau. Zwei Anwälte besuchten die Familie und präsentierten ihm die Anschuldigung zusammen mit einem Päckchen, das Effies Schlüssel, ihren Ehering und einen Brief enthielt, der ihr Verhalten erklärte. Mit Effies Einverständnis ließ Lady Eastlake, die Frau des Direktors der National Gallery, kleine Pikanterien verlauten, die keinen Zweifel daran ließen, dass Ruskin der Schuldige bei der Trennung war. Am 20. Juni 1854 erhielt Effie ein Schreiben, dass die Annullierung ihrer Ehe aufgrund von Ruskins „incurable impotency“ (unheilbarer Impotenz) gewährt worden sei. Ruskin versteckte sich nicht. Er bestand sogar darauf, dass Millais das in Schottland begonnene Portrait zu Ende malte, was für Millais peinlich war. Effie wartete sieben Monate, bis sie im Juli 1855 Millais heiratete.

### Der Heiratsantrag an Rose La Touche

Ruskins Zeichnung von Rose La Touche

Seit 1858 gab Ruskin der neunjährigen Rose La Touche (1848–1875) und ihren beiden Brüdern Zeichenunterricht. Er entwickelte zu Rose ein enges Verhältnis, und sie standen in ständigem Briefwechsel. Darin nannte er „Rosie, pet und Rosie puss“, und er war ihr „St Crumpet“. Ruskin wurde oft in ihr großes Haus in Harristown in Irland eingeladen. Auch Mrs. La Touche war Ruskin zugetan. Die Familie verbrachte die Wintermonate in London. Als Rose 18 Jahre alt war – Ruskin war fast 50 – hielt er um ihre Hand an. Rose war eine kränkliche Frau und tief religiös. Die Eltern sollen bei Effie Millais angefragt haben, was sie von einer Ehe halte. Die Antwort war „besser nicht“. Ruskins Antrag wurde abgewiesen, er solle sie noch einmal fragen, wenn sie 21 sei. Die Mutter konnte Rose nicht dazu bringen, ihre Freundschaft mit Ruskin zu beenden. Über mehrere Jahre wiederholte er seinen Heiratsantrag, den sie 1872 endgültig ablehnte. Rose wurde geistig verwirrt, verbrachte ihre letzten Jahre in einem Pflegeheim, wo sie 1875 im Alter von 27 Jahren verstarb. Ruskin war untröstlich. Er zog sich nach Brantwood zurück, das er 1871 gekauft hatte, und erlitt mehrere Nervenzusammenbrüche. In spiritistischen Sitzungen versuchte er, mit der Toten Kontakt aufzunehmen.

### Die Freundschaft mit Kate Greenaway
Als sich die beiden im Jahr 1882 trafen, war Ruskin dreiundsechzig und Kate Greenaway sechsunddreißig. Ruskin bewunderte sie. Von da an überwachte er ihre Arbeit als Malerin und dominierte ihr Leben. Sie trafen sich häufig, entweder in Brantwood oder in Hampstead. Er bewunderte die kindliche Unschuld von Frauen und die Art, in der Kate ihre „girlies“ porträtierte. Kate war von ihm fasziniert. Sie sprachen Babysprache miteinander, er war ihr „Liebling Dinie“, und sie unterzeichnete ihre Briefe mit einer unterschiedlichen Anzahl von Küssen je nach Stimmung. Die Beziehung war rein platonisch, doch ihre Hingabe an ihn überlebte seine schlechte Laune, seine Anfälle von Wahnsinn und schließlich seine Senilität und dauerte bis zu seinem Tod im Jahr 1900.

## Nachleben

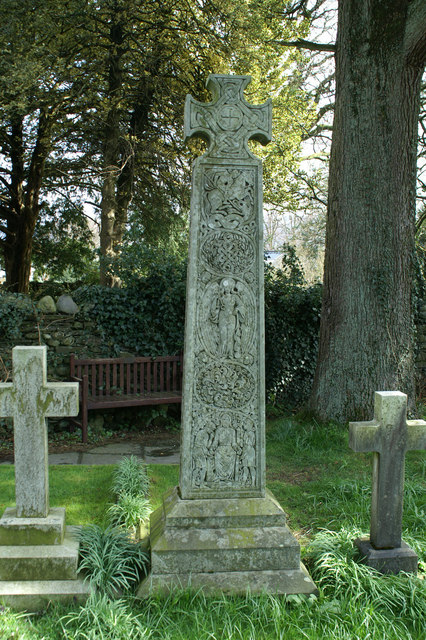
Ruskins Grab

Ruskin wurde auf dem Friedhof der St. Andrews Church in Coniston beigesetzt. Sein Grab ziert ein großes Kreuz, das von William Gershom Collingwood entworfen und von H. T. Miles geschnitzt wurde. Es ist aus grünem Schiefer des nahe gelegenen Steinbruchs von Tilberthwaite.
1878 wurde Ruskin in die American Academy of Arts and Sciences gewählt.
2005 wurde nach ihm die Anglia Ruskin University benannt.

## Werke
Englische Originalveröffentlichungen
- Modern Painters. 5 Bände, 1843–1860.
- The King of the Golden River, or the Black Brothers. A Legend of Stiria. 1850.
- The Seven Lamps of Architecture. 1849.
- The Stones of Venice. 3 Bände, 1851–1853.
- Notes on the Construction of Sheepfolds. 1851.
- Pre-Raphaelitism. 1851.
- Lectures on Architecture and Painting (Edinburgh, 1853). 1854.
- The Harbours of England. 1856.
- The Elements of Perspective, Arranged for the Use of Schools and Intended to be Read in Connection with the First Three Books of Euclid. 1859.
- Unto This Last: Four Essays on the First Principles of Political Economy. 1862.
- The Ethics of the Dust: Ten Lectures to Little Housewives on the Elements of Crystallisation. 1866.
- The Crown of Wild Olive: Three Lectures on Work, Traffic and War. 1866.
- Time and Tide, by Weare and Tyne: Twenty-five Letters to a Working Man of Sunderland on the Laws of Work. 1867.
- The Queen of the Air: A Study of the Greek Myths of Cloud and Storm. 1869.
- Munera Pulveris: Six Essays on the Elements of Political Economy. 1872.
- Aratra Pentelici: Six Lectures on the Elements of Sculpture Given before the University of Oxford in Michaelmas term, 1870. 1872.
- The Eagle's Nest: Ten Lectures on the Relation of Natural science to Art, Given before the University of Oxford in Lent term, 1872. 1872.
- Ariadne Florentina: Six Lectures on Wood and Metal Engraving, with Appendix, Given before the University of Oxford, in Michaelmas Term, 1872. 1876.
- Val d'Arno: Ten Lectures on the Tuscan Art, directly antecedent to the Florentine Year of Victories, given before the University of Oxford in Michaelmas Term, 1873. 1874.
- Mornings in Florence: Simple Studies of Christian Art, for English Travellers. 1875–1877.
- Laws of Fésole: A Familiar Treatise on the Elementary Principles and Practice of Drawing and Painting as Determined by the Tuscan Masters (arranged for the use of schools). 1877–1878.
- Deucalion: Collected Studies of the Lapse of Waves, and Life of Stones. 1879.
- The Art of England. Lectures given in Oxford during his second Tenure of the Slade Professorhsip. 4 Teile, George Allen, Sunnyside 1883 (Digitalisat).
- St Mark's Rest. 1884.
- The Storm-Cloud of the Nineteenth Century: Two Lectures Delivered at the London Institution, 4 and 11 February 1884. 1884.
- Our Fathers Have Told Us. Teil 1: The Bible of Amiens. 1884 (mehr nie erschienen).
- The Pleasures of England: Lectures Given in Oxford, During his Second Tenure of the Slade Professorship. 1884–1885.
- Præterita: Outlines of Scenes and Thoughts Perhaps Worthy of Memory in My Past Life. 3 Bände, 1885–1889.
- Proserpina: Studies of Wayside Flowers, While the Air was Yet Pure Among the Alps, and in the Scotland and England Which My Father Knew. 1886.
- Dilecta: Correspondence, Diary Notes, and Extracts from Books, Illustrating 'Praeterita'. 1886, 1887, 1900.
- Lectures on Landscape, Delivered at Oxford in Lent Term, 1871. 1898.
- The Aesthetic and Mathematic School of Art in Florence: Lectures Given before the University of Oxford in Michaelmas Term, 1874. 1906.

Deutsche Übersetzungen
- Die Königin der Luft. Straßburg 1869. elektronisches Dokument, Volltext
- Aphorismen zur Lebensweisheit. Straßburg 1890. elektronisches Dokument, Volltext
- Wege zur Kunst. Straßburg 1897. elektronisches Dokument, Volltext
- Wie wir arbeiten und wirthschaften müssen. Übersetzung: Jakob Feis. Verlag Heitz und Mündel, Straßburg, 1898 – im Internet Archive.
- Was wir lieben und pflegen müssen. Straßburg 1900. elektronisches Dokument, Volltext
- Ausgewählte Werke in vollständiger Übersetzung. Leipzig 1900. elektronisches Dokument, Volltext
- Die Steine von Venedig. Straßburg 1900. elektronisches Dokument, Volltext
- Die Sieben Leuchter der Baukunst. Übersetzung: Wilhelm Schoelermann. Leipzig: Diederichs 1900. Faksimileausgabe hrsg. von Wolfgang Kemp. Gütersloh: Bertelsmann 1999, ISBN 978-3-88379-690-1.
- Diesem Letzten. Vier Abhandlungen über die ersten Grundsätze der Volkswirtschaft. Leipzig: Diederichs 1902. Neuauflage 2017 mit einer Einführung von Christine Ax. Frankfurt: Westhafen Verlag, ISBN 978-3-942836-10-4. Gebundene Sonderausgabe 2019, ISBN 978-3-942836-18-0.
- Grundlagen des Zeichnens in drei Briefen für Anfänger. Übersetzung: Helmut Moysich. Dieterich’sche Verlagsbuchhandlung, Mainz 2019, ISBN 978-3-87162-101-7.